# Romina Paula
Pour les articles homonymes, voir Paula.
Romina Paula, née le 14 mai 1979 à Buenos Aires en Argentine, est une auteure dramatique, écrivaine, comédienne, actrice et réalisatrice et scénariste argentine,,.

## Biographie
Romina Paula est originaire de Buenos Aires où elle a fait ses études théâtrales auprès de Alejandro Catalán, Ricardo Bartís et Pompeyo Audivert pour s'inscrire dans le mouvement de la « génération théâtre indépendant » et en être l'une des principales chef de file. Auteure et metteuse en scène, elle s'inspire de La Ménagerie de verre de Tennessee Williams pour écrire et monter en 2009 El tiempo todo entero présenté au théâtre du Rond-Point en 2011 dans le cadre du Festival d'automne à Paris,.
Elle participe également en tant qu'actrice à de nombreux films de réalisateurs argentins.

## Créations et mises en scènes
- 2006 : El Silencio
- 2008 : Algo de ruido hace
- 2009 : El tiempo todo entero
- 2013 : Fauna[7]
- 2020 : teoría king kong - Théâtre National Cervantes

## Filmographie

### Actrice
- 2006 : La Punta del diablo de Marcelo Paván
- 2007 : El Hombre robado de Matías Piñeiro
- 2008 : Resfriada de Gonzalo Castro
- 2009 : Todos mienten de Matías Piñeiro
- 2011 : Medianeras de Gustavo Taretto
- 2011 : El estudiante de Santiago Mitre
- 2012 : Viola de Matías Piñeiro : Ruth
- 2015 : Le Ciel du centaure de Hugo Santiago : Elisa
- 2019 : De nuevo otra vez : Romina

### Réalisatrice
- 2019 : De nuevo otra vez

## Œuvre littéraire
- 2005 : Vos me querés a mí ?, éditions Entropía
- 2009 : Agosto, éditions Entropía. Finaliste du prix Nouveau roman de Pagina/12
- 2013 : Tres obras, éditions Entropía
- 2016 : Acá todavía, éditions Entropía[8],[9]